# 28e législature de la Saskatchewan
La 28e législature de la Saskatchewan est élue lors des élections générales de novembre 2011. Le Parti saskatchewanais est au pouvoir avec Brad Wall à titre de Premier ministre et ensuite Scott Moe à partir de 2018.
Le rôle de chef de l'opposition officielle est assumé par Trent Wotherspoon, Nicole Sarauer et Ryan Meili du Nouveau Parti démocratique.

## Membres du Parlement
Les membres du Parlement suivants sont élus à la suite de l'élection de 2016 :
|  | Circonscription électorale        | Membre                 | Parti           |
|  | --------------------------------- | ---------------------- | --------------- |
|  | Arm River-Watrous                 | Greg Brkich            | Saskatchewanais |
|  | Athabasca                         | Buckley Belanger       | Néo-démocrate   |
|  | Batoche                           | Delbert Kirsch         | Saskatchewanais |
|  | Biggar                            | Randy Weekes           | Saskatchewanais |
|  | Cannington                        | Dan D'Autremont        | Saskatchewanais |
|  | Canora-Pelly                      | Terry Dennis           | Saskatchewanais |
|  | Carrot River Valley               | Fred Bradshaw          | Saskatchewanais |
|  | Cumberland                        | Doyle Vermette         | Néo-démocrate   |
|  | Cut Knife-Turtleford              | Larry Doke             | Saskatchewanais |
|  | Cypress Hills                     | Doug Steele            | Saskatchewanais |
|  | Estevan                           | Lori Carr              | Saskatchewanais |
|  | Humboldt                          | Donna Harpauer         | Saskatchewanais |
|  | Indian Head-Milestone             | Don McMorris           | Saskatchewanais |
|  | Kelvington-Wadena                 | Hugh Nerlien           | Saskatchewanais |
|  | Kindersley                        | Bill Boyd              | Saskatchewanais |
|  | Kindersley                        | Ken Francis (2018)     | Saskatchewanais |
|  | Last Mountain-Touchwood           | Glen Hart              | Saskatchewanais |
|  | Lloydminster                      | Colleen Young          | Saskatchewanais |
|  | Martensville-Warman               | Nancy Heppner          | Saskatchewanais |
|  | Meadow Lake                       | Jeremy Harrison        | Saskatchewanais |
|  | Melfort                           | Kevin Phillips         | Saskatchewanais |
|  | Melfort                           | Todd Goudy (2018)      | Saskatchewanais |
|  | Melville-Saltcoats                | Warren Kaeding         | Saskatchewanais |
|  | Moose Jaw North                   | Warren Michelson       | Saskatchewanais |
|  | Moose Jaw Wakamow                 | Greg Lawrence          | Néo-démocrate   |
|  | Moosomin                          | Steven Bonk            | Saskatchewanais |
|  | Prince Albert Carlton             | Joe Hargrave           | Saskatchewanais |
|  | Prince Albert Northcote           | Nicole Rancourt        | Néo-démocrate   |
|  | Regina Coronation Park            | Mark Docherty          | Saskatchewanais |
|  | Regina Douglas Park               | Nicole Sarauer         | Néo-démocrate   |
|  | Regina Elphinstone-Centre         | Warren McCall          | Néo-démocrate   |
|  | Regina Lakeview                   | Carla Beck             | Néo-démocrate   |
|  | Regina Northeast                  | Kevin Doherty          | Saskatchewanais |
|  | Regina Northeast                  | Yens Pedersen (2018)   | Néo-démocrate   |
|  | Regina Pasqua                     | Muhammad Fiaz          | Saskatchewanais |
|  | Regina Rochdale                   | Laura Ross             | Saskatchewanais |
|  | Regina Rosemont                   | Trent Wotherspoon      | Néo-démocrate   |
|  | Regina University                 | Tina Beaudry-Mellor    | Saskatchewanais |
|  | Regina Walsh Acres                | Warren Steinley        | Saskatchewanais |
|  | Regina Wascana Plains             | Christine Tell         | Saskatchewanais |
|  | Rosetown-Elrose                   | Jim Reiter             | Saskatchewanais |
|  | Rosthern-Shellbrook               | Scott Moe              | Saskatchewanais |
|  | Saskatchewan Rivers               | Nadine Wilson          | Saskatchewanais |
|  | Saskatoon Centre                  | David Forbes           | Néo-démocrate   |
|  | Saskatoon Churchill-Wildwood      | Lisa Lambert           | Saskatchewanais |
|  | Saskatoon Eastview                | Corey Tochor           | Saskatchewanais |
|  | Saskatoon Fairview                | Jennifer Campeau       | Saskatchewanais |
|  | Saskatoon Fairview                | Vicki Mowat            | Néo-démocrate   |
|  | Saskatoon Meewasin                | Roger Parent           | Saskatchewanais |
|  | Saskatoon Meewasin                | Ryan Meili (2017)      | Néo-démocrate   |
|  | Saskatoon Northwest               | Gordon Wyant           | Saskatchewanais |
|  | Saskatoon Nutana                  | Cathy Sproule          | Néo-démocrate   |
|  | Saskatoon Riversdale              | Danielle Chartier      | Néo-démocrate   |
|  | Saskatoon Silverspring-Sutherland | Paul Merriman          | Saskatchewanais |
|  | Saskatoon Southeast               | Don Morgan             | Saskatchewanais |
|  | Saskatoon Stonebridge-Dakota      | Bronwyn Eyre           | Saskatchewanais |
|  | Saskatoon University              | Eric Olauson           | Saskatchewanais |
|  | Saskatoon Westview                | David Buckingham       | Saskatchewanais |
|  | Saskatoon Willowgrove             | Ken Cheveldayoff       | Saskatchewanais |
|  | Swift Current                     | Brad Wall              | Saskatchewanais |
|  | Swift Current                     | Everett Hindley (2018) | Saskatchewanais |
|  | The Battlefords                   | Herb Cox               | Saskatchewanais |
|  | Weyburn-Big Muddy                 | Dustin Duncan          | Saskatchewanais |
|  | Wood River                        | Dave Marit             | Saskatchewanais |
|  | Yorkton                           | Greg Ottenbreit        | Saskatchewanais |

Notes

## Changement durant la législature
| Évolution du nombre de députés durant la 28e législature | Évolution du nombre de députés durant la 28e législature | Évolution du nombre de députés durant la 28e législature | Évolution du nombre de députés durant la 28e législature | Évolution du nombre de députés durant la 28e législature | Évolution du nombre de députés durant la 28e législature |
|                                                          | Date                                                     | Nom                                                      | Circonscription                                          | Parti                                                    | Raison                                                   |
| -------------------------------------------------------- | -------------------------------------------------------- | -------------------------------------------------------- | -------------------------------------------------------- | -------------------------------------------------------- | -------------------------------------------------------- |
|                                                          | 4 avril 2016                                             | Voir liste des membres                                   | Voir liste des membres                                   | Voir liste des membres                                   | Élections générales de 2016                              |
|                                                          | 2 mars 2017                                              | Ryan Meili                                               | Saskatoon Meewasin                                       | Néo-démocrate                                            | Roger Parent décède le 29 nov. 2016                      |
|                                                          | 2 mars 2017                                              | Vicki Mowat                                              | Saskatoon Fairview                                       | Néo-démocrate                                            | Jennifer Campeau démissionne le 2 juil. 2017             |
|                                                          | 1er mars 2018                                            | Ken Francis                                              | Kindersley                                               | Saskatchewanais                                          | Bill Boyd démissionne le 1er sept. 2017                  |
|                                                          | 1er mars 2018                                            | Todd Goudy                                               | Kindersley                                               | Saskatchewanais                                          | Kevin Phillips décède le 13 nov. 2017                    |
|                                                          | 1er mars 2018                                            | Everett Hindley                                          | Swift Current                                            | Saskatchewanais                                          | Brad Wall démissionne le 2 fév. 2018                     |
|                                                          | 12 sept. 2018                                            | Yens Pedersen                                            | Regina Northeast                                         | Néo-démocrate                                            | Kevin Doherty démissionne le 2 mars 2018                 |
|                                                          |                                                          |                                                          | Saskatoon Eastview                                       |                                                          | Corey Tochor démissionne le 11 sept. 2019                |
|                                                          |                                                          |                                                          | Regina Walsh Acres                                       |                                                          | Warren Steinley démissionne le 11 sept. 2019             |